# Wheatland (Wyoming)
Wheatland è un centro abitato (town) degli Stati Uniti d'America, capoluogo della Contea di Platte nello Stato del Wyoming. Nel censimento del 2000 la popolazione era di 3.548 abitanti.

## Geografia fisica
Secondo i rilevamenti dell'United States Census Bureau, la località di Wheatland si estende su una superficie di 11,0 km², tutti occupati da terre.

## Popolazione
Secondo il censimento del 2000, a Wheatland vivevano 3.548 persone, ed erano presenti 980 gruppi familiari. La densità di popolazione era di 323,4 ab./km². Nel territorio comunale si trovavano 1.764 unità edificate. Per quanto riguarda la composizione etnica degli abitanti, il 96,00% era bianco, lo 0,31% era afroamericano, lo 0,68% era nativo, lo 0,34% proveniva dall'Asia, l'1,89% apparteneva ad altre razze e lo 0,79% a due o più. La popolazione di ogni razza ispanica corrispondeva al 6,54% degli abitanti.
Per quanto riguarda la suddivisione della popolazione in fasce d'età, il 22,8% era al di sotto dei 18, il 7,2% fra i 18 e i 24, il 22,7% fra i 25 e i 44, il 26,5% fra i 45 e i 64, mentre infine il 20,8% era al di sopra dei 65 anni di età. L'età media della popolazione era di 43 anni. Per ogni 100 donne residenti vivevano 89,5 uomini.